# Okręty podwodne typu Kalev
Okręty podwodne typu Kalev – typ podwodnych stawiaczy min Estońskich Sil Morskich (Eesti merejõud) z 1937 roku, zbudowanych w Wielkiej Brytanii. Powstały dwie jednostki tego typu – „Kalev” i „Lembit”. Po aneksji Estonii służyły w Marynarce Wojennej ZSRR podczas II wojny światowej. „Kalev” został zatopiony podczas wojny, a „Lembit” przetrwał wojnę i został zachowany jako okręt-muzeum w Tallinnie.

## Historia powstania

### Sojusz estońsko-fiński
Po uzyskaniu niepodległości i zakończeniu wojny z bolszewikami Estonia nie była pewna swojego bezpieczeństwa. Przyjazne stosunki łączyły ją z Łotwą na południu i z Finlandią na północy, jednak stosunki ze Związkiem Radzieckim były wciąż napięte, na co wskazywała próba przewrotu komunistycznego przeprowadzona pod czujnym okiem Moskwy 1 grudnia 1924 w Tallinie. Flota Bałtycka, rozbita podczas I wojny światowej i interwencji brytyjskiej, zaczęła w latach 20 odbudowywać swoje siły. Na przełomie lat 30. powiększyła się ona o 4 pancerniki, 2 krążowniki, 2 dywizjony niszczycieli oraz liczne okręty podwodne różnych typów . Finlandia, zagrożona w podobny stopniu przez rozbudowę sił morskich radzieckiej marynarki wojennej zaproponowała na początku 1930 roku współpracę Estończykom w zablokowaniu Zatoki Fińskiej.
Plan został wypracowany przez dowódcę estońskiej floty – admirała Hermanna von Salzę i zaakceptowany przez Finlandię. Zakładał on koordynacje baterii nadbrzeżnych oraz postawienie zagrody minowej w najwęższym miejscu zatoki. W razie przedarcia się okrętów nieprzyjaciela przez ten system zabezpieczeń, miały one zostać zaatakowane przez okręty podwodne sojuszników wspomagane przez fińskie pancerniki obrony wybrzeża. Do tego celu miało być użytych pięć okrętów podwodnych Finlandii oraz dwa należące do Estonii. Ponieważ Estonia nie posiadała w owym czasie żadnych okrętów podwodnych, postanowiono je zamówić.

### Pierwsze przygotowania
Jeszcze w 1923 roku na rozkaz admirała von Salzy została powołana komisja mająca za zadanie ustalenie wytycznych techniczno-operacyjnych dla przyszłych okrętów marynarki estońskiej. Pierwszą ofertę dostawy jednostek podwodnych Estonia otrzymała 14 kwietnia 1924 roku od działającej w Holandii utajonej niemieckiej firmy Ingenieurskantoor voor Scheepsbouw. Oferta dotyczyła projektu Pu. 22 – okrętu podwodnego o wyporności 245 ton, została jednak odrzucona z powodów finansowych.
Pomimo ciągłego braku własnych jednostek podwodnych, minister wojny Jaan Soots zaaranżował kurs dla przyszłych ich dowódców – porucznika Alfreda Pontaka i porucznika Ferdinanda Schmiedehelma. Szkolenie odbyło się w Wielkiej Brytanii między 14 sierpnia 1926 a 8 czerwca 1927. Obejmowało ono praktyki na okrętach Royal Navy, oraz teoretyczne wykłady z budowy okrętów podwodnych i dowodzenia nimi.

### Fundusz na rzecz okrętu podwodnego
Z powodu kryzysu ekonomicznego rząd Estonii zdecydował się na sprzedaż obydwu niszczycieli. Kontrakt sprzedaży na kwotę 410 tysięcy dolarów podpisano z Peru. Środki pozyskane ze sprzedaży zdecydowano się przeznaczyć na budowę dwóch okrętów podwodnych. Ponieważ jednak suma ta stanowiła jedynie około połowę z wymaganej kwoty, postanowiono zrealizować zbiórkę pieniężną. Powołany 31 maja 1933 roku specjalnie w tym celu Fundusz na rzecz okrętu podwodnego uzbierał do końca 1934 roku 53 tysiące koron. Jako że było to około sześćdziesiąt razy mniej niż przewidywana potrzebna suma, zbiórkę pieniędzy postanowiono kontynuować z przeznaczeniem na znacznie tańszy ścigacz okrętów podwodnych, czego rezultatem było zamówienie patrolowca „Pikker”. Pozostałą część kosztów okrętów podwodnych zdecydowano się pokryć z budżetu państwa. Riigikog odpowiednie rozporządzenie uchwalił 21 grudnia 1933 roku. Podjęto rozmowy z 13 przedsiębiorstwami między innymi z Francji, Wielkiej Brytanii i Finlandii, jednak z przyczyn politycznych zdecydowano się zawęzić wybór do firm brytyjskich.

### Negocjacje i budowa
Estończycy postanowili prowadzić negocjacje drogą oficjalną, z konsulem na kraje bałtyckie sir Hughem Knatchbull-Hugessen, jednak do Tallina przyjechał specjalny wysłannik firmy Vickers-Armstrongs sir Trevor Dawson, który samodzielnie prowadził rozmowy z Marynarką. Po długich negocjacjach Eesti merejõud zdecydowała się na ofertę Vickersa. Kontakt został zawarty 12 grudnia 1934 roku. Zakładał on, że w ciągu dwóch lat stocznia w Barrow-in-Furness dostarczy dwa okręty podwodne Estonii, za które otrzyma 360000 funtów szterlingów rozłożone w ratach przez 6 lat. Dodatkowo sir Dawson uzyskał od Foreign Office zgodę na praktykę estońskich załóg na brytyjskich okrętach.
W styczniu 1935, pod przewodnictwem Friedricha Strobbela w Wielekij Brytanii rozpoczęła działalność komisja odbiorcza. Stępkę pod pierwszy okręt (nr 705) położono w maju, zaś pod drugi (nr 706) 19 czerwca . Wodowanie obydwu jednostek odbyło się 7 lipca 1936 w obecności dyrektora Vickersa sir Charlesa Cravena, przedstawicieli marynarki wojennej Wielkiej Brytanii, Argentyny, Portugalii i Rumunii oraz posła Estonii na Wyspach Brytyjskich Augusta Torme. Pierwszy pochylnię opuścił o godzinie 13:07, zaś drugi o 13:20. Okręty otrzymały nazwy odpowiednio „Lembit” i „Kalev”.
Jeszcze przed rozpoczęciem budowy wysłano część oficerów na przeszkolenie. Wyznaczeni na zastępców dowódców porucznicy Kokk i Puurand odbyli w Wielkiej Brytanii trwający 10 miesięcy kurs praktyczno-teoretyczny. Dwóch oficerów przeszkolono w Finlandii i na Łotwie, zaś pozostali musieli zadowolić się wykładami teoretycznymi. Przyszłych marynarzy budowanych okrętów wybrano w pierwszej kolejności z załóg sprzedanych niszczycieli. Z wytypowanych 65 osób siedmiomiesięczne szkolenie zdołało ukończyć nie więcej niż 32. Etat uzupełniono z innych członków Eesti merejõud (oraz o poborowego kucharza) do końca września 1936 roku.

## Służba

### W Eesti merejõud

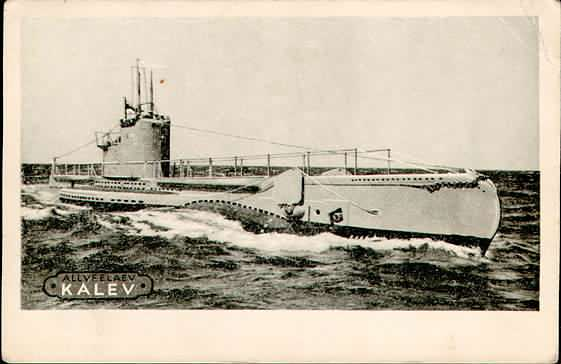
„Kalev” na karcie pocztowej

W czasie gdy na obu okrętach trwało jeszcze wyposażanie, część załogi mogła zapoznać się z jednostkami. W związku z zaplanowaną morską rewią koronacyjną Jerzego VI zintensyfikowano pracę na „Kalevie”. Wszedł on do służby i reprezentował Estonię 20 maja 1937 na rewii w cieśninie Spithead. Do Tallinna dopłynął 1 czerwca, gdzie został entuzjastycznie powitany przez zgromadzonych mieszkańców. „Lembit” wszedł do służby 14 maja, zaś do kraju przybył 9 lipca. Jednostki podróż do ojczyzny zakończyły w niepełnych etatach.
W październiku 1937 roku na okrętach zainstalowano hydrofony i sonary produkcji niemieckiej firmy Atlas Werke. Kontrakt na okrętowe działo przeciwlotnicze podpisano już po zwodowaniu jednostek, 25 września 1936 roku, z firmą Bofors. Zakładał on, że za kwotę 7300 funtów, Szwedzi dostarczą działo przeciwlotnicze Bofors kal. 40mm 18 miesięcy po podpisaniu umowy. Uzbrojenie zamontowano na okrętach we wrześniu 1938 roku.
Okręty odbyły jeden oficjalny rejs zagraniczny – w 1938 roku odwiedziły Rygę. Na jednostkach prowadzone były intensywne szkolenia dotyczące realizacji planu współpracy z Finlandią. Latem 1939 przeprowadzono dwukrotnie wspólne tajne manewry w których ćwiczono odpieranie agresji radzieckiej floty. W czasie ćwiczeń oszczędzano środki bojowe – „Lembit” jedynie raz przeprowadził ćwiczenia z wystrzeliwania torped, nigdy zaś ze stawiania min, które było jego głównym zadaniem.

### Pod presją ZSRR
Polski okręt podwodny ORP „Orzeł” wpłynął na redę Tallińską 14 września 1939 roku w celu dokonania drobnych napraw i wysadzenia chorego dowódcy. Pod naciskiem ambasadora III Rzeszy „Orzeł” został internowany i rozpoczęło się jego rozbrajanie. Okręt uciekł nocą 18 września. Udana ucieczka spowodowała, że Estończycy przemalowali na czarno własne okręty podwodne . Dodatkowo do stanu uzbrojenia weszło 14 torped 533 mm wyniesionych z polskiej jednostki, które mogły zostać użyte na „Kalevie” i „Lembicie”. Było to znaczne zwiększenie zapasów, bowiem od Brytyjczyków, wraz z okrętami, zakupiono jedynie 8 torped kalibru 533 mm oraz 3 torpedy 457 mm.
Incydent z ucieczką „Orła” stał się pretekstem dla ZSRR do wywierania nacisku na Estonię, co doprowadziło do podpisania 28 września układu „o wzajemnej pomocy” między obydwoma państwami. Zaniepokojona tym Finlandia zażądała od władz Estonii przekazania obu okrętów podwodnych typu Kalev, by nie wpadły one w ręce sowietów. Żądanie to spotkało się z odmową Estończyków nie chcących prowokować agresywnego sąsiada.
Nie tylko Finowie byli zainteresowani estońskimi okrętami podwodnymi. Chęć pozyskania nowoczesnych okrętów wyrazili również Niemcy – 22 listopada 1939 Kriegsmarine otrzymało memorandum z Kierownictwa Wojny Morskiej sugerujące zakup jednostek w celu szkolenia załóg. Tego samego dnia Naczelne Dowództwo Kriegsmarine zleciło ambasadorowi w Estonii i attaché morskiemu na Finlandię i kraje bałtyckie podjęcie negocjacji. Odpowiedź od ambasadora, otrzymana dopiero 21 lutego 1940 roku, informowała o niechętnej postawie rządu Estonii. Negocjacje przejął zastępca attaché wojskowego w Estonii, płk. Körner. Zaraportował on już 23 lutego, że Estończycy zgodzą się na sprzedaż, jeśli zgodę wyrazi również ZSRR. Na kupno „Kaleva” i „Lembita” zgodę wyraził Hitler, żądając jednak, by to Estończycy uzyskali zgodę Stalina. Dowództwo Kriegsmarine ponawiało kilkakrotnie naciski na ambasadę w celu przyśpieszenia negocjacji, na co 23 kwietnia otrzymano odpowiedź attaché morskiego, kontradmirała von Bonina, że według większości członków rządu estońskiego transakcja jest niemożliwa. Miesiąc później Bonin raportował o spotkaniu z handlarzem bronią z otoczenia prezydenta Estonii – Borisem Lindem. Stwierdził on, że ze względu na duże przywiązanie społeczeństwa do okrętów transakcja drogą oficjalną nie wchodzi w grę, zaś część czołowych polityków zgodzi się na sprzedaż za pośrednictwem Szwecji. No to jednak ze względów politycznych nie zgodził się Hitler. Niemieckie nalegania trwały w dalszym ciągu, nawet po aneksji Estonii przez ZSRR. Ostatecznie z transakcji zrezygnowano 6 lipca 1940 roku .

### We Flocie Bałtyckiej
Estonia została oficjalnie włączona do ZSRR 6 sierpnia 1940 roku. Po tygodniu „Kalev” i „Lembit” zostały włączone do Bałtyckiej Floty Czerwonej. Część estońskiej załogi zwolniono 21 września, zaś do końca 1940 roku pozostawiono jedynie dowódców działów i bosmanów, w celu szkolenia nowej załogi. Obsługa nowoczesnych okrętów Estońskich wymagała dużej wiedzy od załogantów. W wyniku obsługi przez niedoświadczonych radzieckich marynarzy okręty często musiały trafiać do remontu. Po wybuchu Wielkiej Wojny Ojczyźnianej okręty rozpoczęły stawianie min. „Kalev” przeprowadził jeden niezbyt udany patrol, zaś podczas wykonywania drugiego zatonął. „Lembit” wykonał podczas wojny łącznie 7 patroli. 

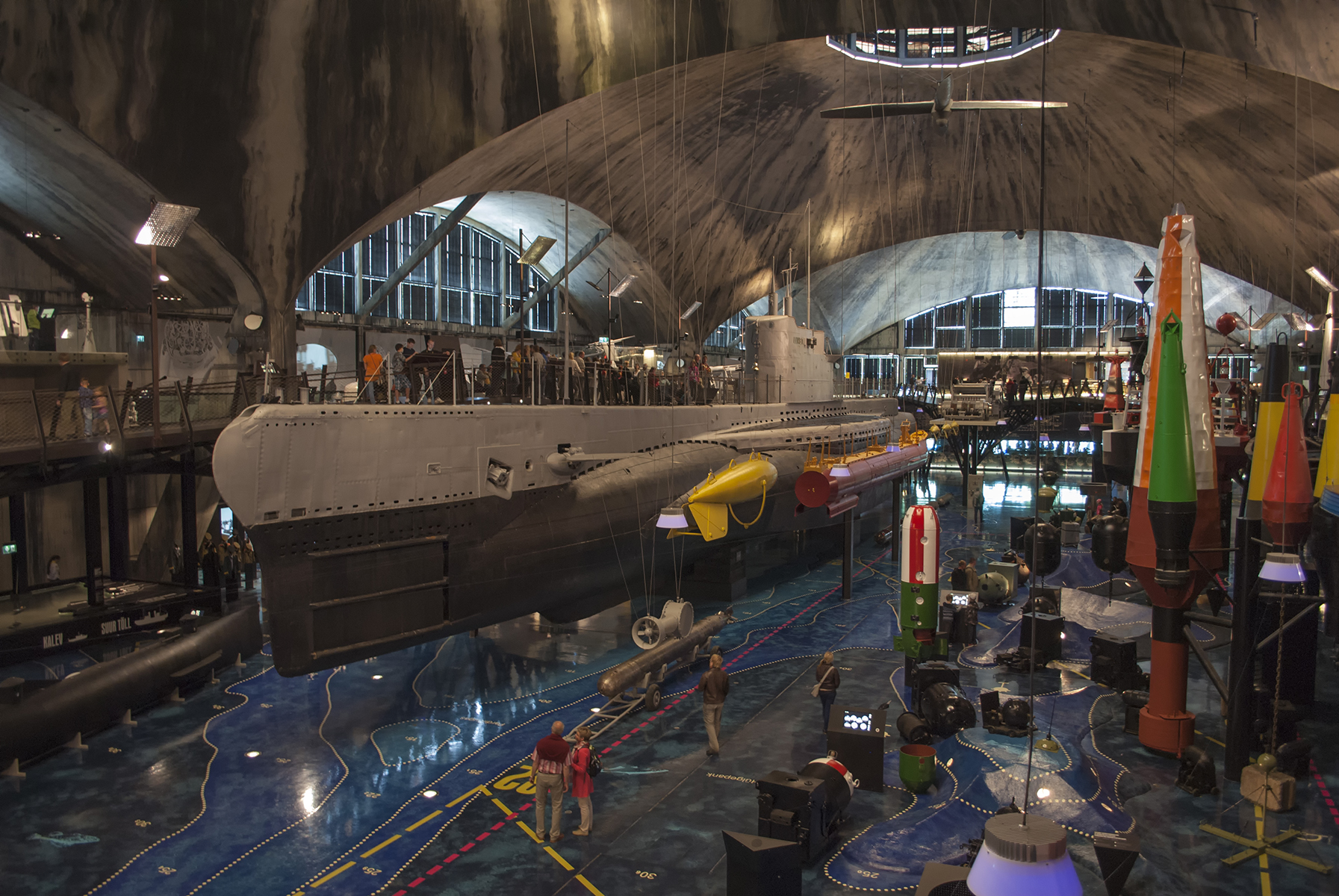
„Lembit” w Eesti Meremuuseum

Na minach postawionych przez okręty zatonęła jedna bądź dwie jednostki, dodatkowo jedna została zatopiona przy pomocy torpedy, choć radzieckie statystyki przypisują im łącznie 25 sukcesów .
Po wojnie „Lembit” został przekwalifikowany na okręt szkoleniowy (1946) zaś w 1957 roku trafił do stoczni w Gorkim, gdzie z racji brytyjskiego pochodzenia był przechowywany jako jednostka eksperymentalna. W 1979 roku powrócił do służby jako okręt muzeum. Wyremontowany, został udostępniony zwiedzającym 5 sierpnia 1985 roku.

### Druga niepodległość
Estonia odzyskała niepodległość 20 sierpnia 1991 roku. Z obawy przed możliwością pocięcia okrętu-muzeum na złom, „Lembit” został 27 kwietnia 1992 roku siłą przejęty przez estońskich parlamentarzystów lub wojska obrony terytorialnej. Został przyjęty do odradzającej się marynarki wojennej Estonii (Eesti Merevägi) 2 sierpnia 1994 roku jako jednostka numer 1. Oficjalnie ze służby wyszedł 16 maja 2011, co czyni go jednym z najstarszych okrętów podwodnych w czynnej służbie. Można go obecnie oglądać w Eesti Meremuuseum.

## Opis techniczny

### Konstrukcja

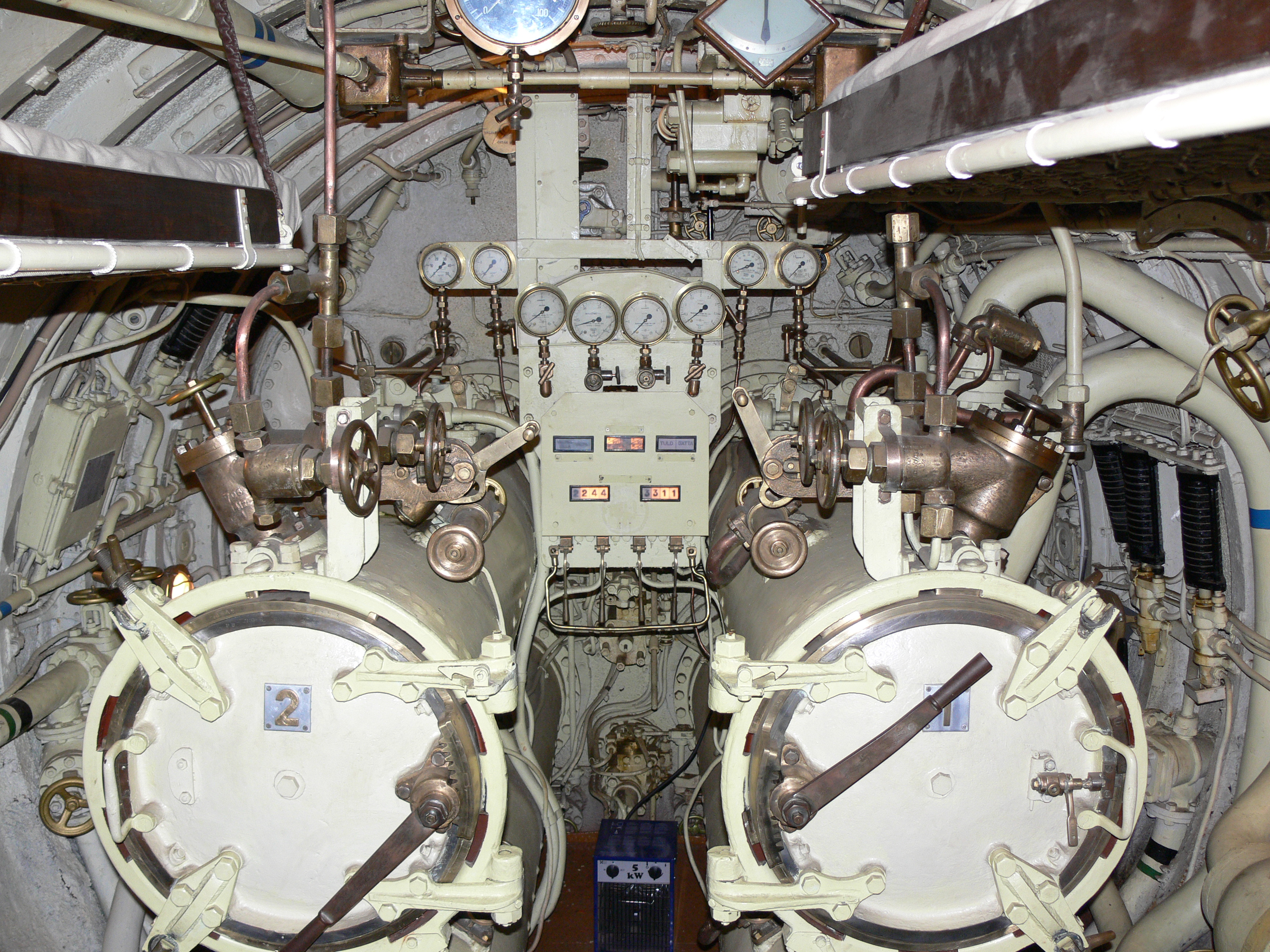
Przedział torpedowy

Obie jednostki zbudowano według tego samego planu. Były to okręty półtorakadłubowe – kadłub lekki otaczał kadłub sztywny jedynie częściowo. Kadłub sztywny podzielony był grodziami na pięć przedziałów. Znajdowały się w nich kolejno:
1. wyrzutnie torpedowe i pomieszczenia mieszkalne;
2. baterie akumulatorów, butle ze sprężonym powietrzem, mesa i koje oficerów, oddzielna kabina dowódcy;
3. stanowisko kierowania, baterie akumulatorów, butle ze sprężonym powietrzem, kabina radiowa, hydraulika, koje i kambuz;
4. silniki wysokoprężne i elektryczne;
5. mechanizmy sterowania, pomieszczenie mieszkalne podoficerów.

W przestrzeni burtowej pomiędzy kadłubem sztywnym a lekkim znajdywały się studzienki minowe oraz zbiorniki balastowe.

Kadłub lekki przystosowany był do pływania w warunkach zimowych. Kiosk miał kształt cylindra.

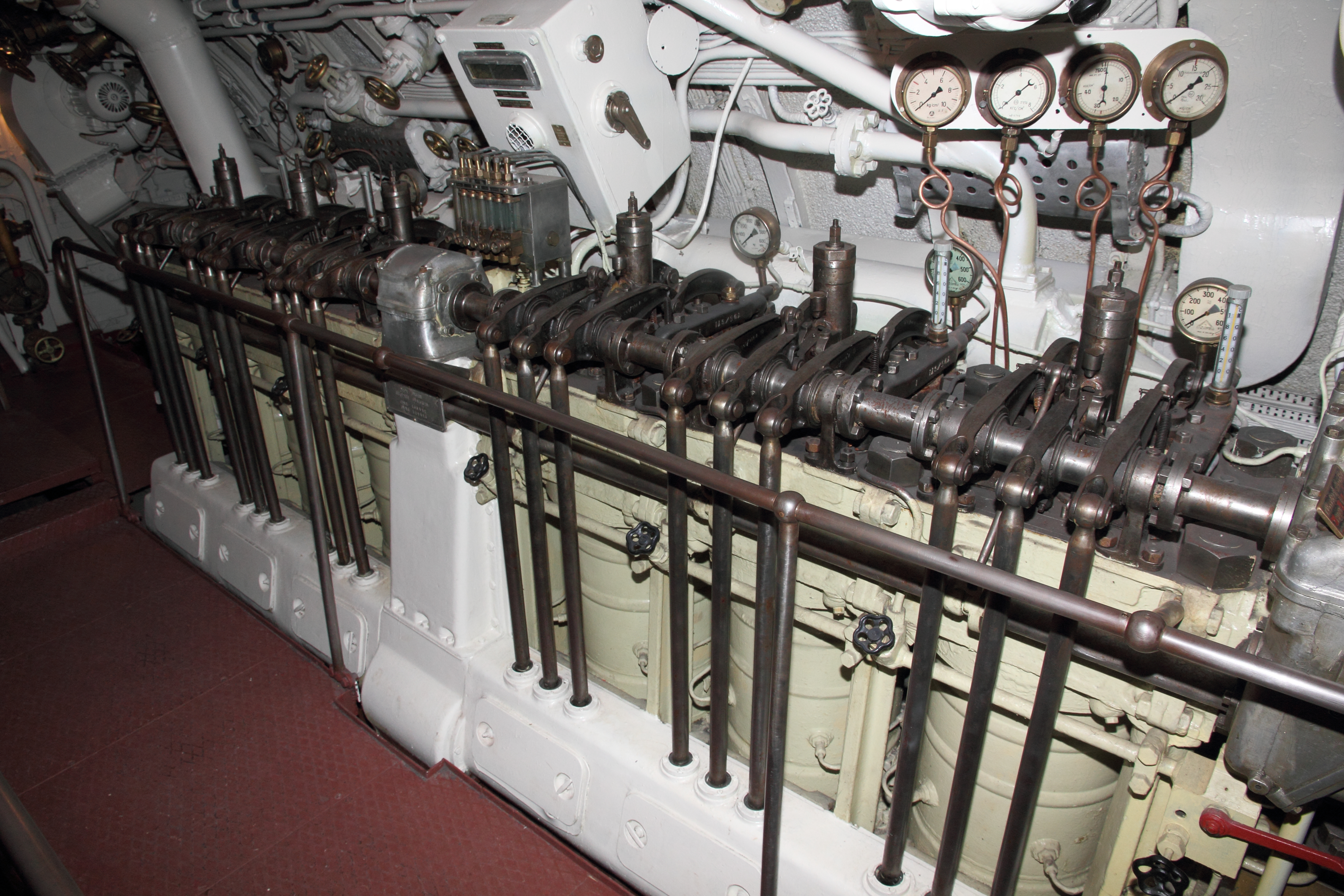
Silnik wysokoprężny na „Lembicie”

### Napęd i elektryka
Okręt napędzały dwa czterosuwowe silniki wysokoprężne o sześciu cylindrach, wyprodukowane przez firmę Vickers-Armstrong. Każdy z nich miał moc 600 KM przy 500 obrotach na minutę. Parę silników elektrycznych dostarczyła firma Metropolitan-Vickers. Każdy z nich osiągał moc 395 KM przy 412 obrotach na minutę. Były one połączone z silnikami Diesla za pomocą sprzęgieł kłowych, dzięki czemu podczas pracy tych ostatnich mogły być używane jako generatory prądu. W tej roli służyły głównie do ładowania baterii akumulatorów Exide Ironclad wyprodukowanych przez firmę Chloride Electrical Storage Company – dwóch grup po 60 ogniw kwasowo-ołowiowych o mocy 4670 A. Na okrętach znajdowały się dwie sprężarki powietrza typu „Ravel” o wydajności 3,7 litra na minutę oraz dwie sprężarki niskiego ciśnienia o wydajności 13,75 metra sześciennego na minutę.

### Uzbrojenie

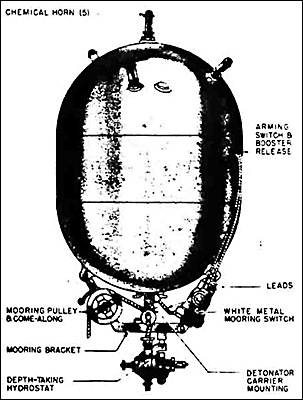
Niemiecka mina EMA.

Podstawowym uzbrojeniem okrętów były miny, zrzucane z dziesięciu studzienek minowych, po pięć w obu burtach. W każdej ze studzienek przechowywane były po dwie miny, zwalniane za pomocą systemu hydraulicznego, który odblokowywał podtrzymujące je rygle. Studzienki były zakrywane od strony pokładu blachą aluminiową, wylot zaś pozostawał cały czas niezabezpieczony. Etatowo okręty wyposażone były w niemieckie miny EMA wzór 1912, do których kotwice dorobił Vickers-Armstrongs. Zapasy Eesti merejõud stanowiło 200 min tego typu, jednak kotwic posiadano jedynie 40. W ramach Lend-Lease Act Wielka Brytania przekazała w latach 1943–1944 Związkowi Radzieckiemu 352 miny typu Mina T Mk IV, służące do zwalczania okrętów podwodnych, których używano na „Lembicie”. Miny EMA były nazywane przez Estończyków minami typu „Matola” (prawdopodobnie), zaś w marynarce radzieckiej otrzymały nazwę min BGL ((ros.) Большая германская лодочная мина). Mina EMA posiadała 120 kg ładunku wybuchowego i mogła być stawiana na głębokości do 120 metrów. Mina T Mk IV zawierała 233 kg materiału wybuchowego i mogła być stawiana na głębokości do 150 metrów.
Okręty posiadały cztery dziobowe pneumatyczne wyrzutnie torpedowe kalibru 533 mm. Po wypuszczeniu torpedy specjalny system wypuszczał powietrze do wnętrza przedziału, dzięki czemu podczas wystrzału nie wytwarzały się bąbelki. Standardowo do użytku na jednostkach przeznaczone były torpedy Mk VIII kalibru 533 mm, jednak wkładki redukcyjne umożliwiały wystrzelenie również torped kalibru 457 mm. Po włączeniu jednostki do Radzieckiej Marynarce Wojennej używane były również radzieckie torpedy 53-27 kalibru 533 mm oraz niezidentyfikowane brytyjskie torpedy kalibru 457 mm. Okręt przewoził jednorazowo zapas ośmiu lub dziesięciu torped – cztery załadowane w wyrzutnie, cztery ustawione na stelażach i być może dwie na pokładzie przedziału torpedowego.
Uzbrojenie artyleryjskie okrętów pierwotnie stanowiła 40 mm armata przeciwlotnicza Bofors zamontowana na jednostkach we wrześniu 1938 roku. Działo było chowane w specjalnym hermetycznym szybie, a jego podnoszenie przy użyciu elektrycznego mechanizmu trwało około półtorej minuty. Lufa miała długość 36 lub 43 kalibrów. Lufa mogła być podnoszona aż do pionu, jej donośność pozioma wynosiła 8000, zaś pionowa 4000 metrów. Nabój o masie 0,9 kg wystrzeliwany był z prędkością początkową 700 m/s. Działo mogło wystrzelić 120 pocisków w ciągu minuty, na pokład zabierano ich zaś 500 lub 1000. Na pokładzie znajdował się również przenośny karabin maszynowy Lewis z zapasem 2000 naboi. Według niektórych źródeł dodatkowo w uzbrojeniu jednostek był przenośny wkm Madsen kal. 20 mm L/60 z zapasem 1000 naboi, według innych chodziło o działo plot. Oerlikon 20 mm, którego jednak Szwajcarzy nie zdążyli przekazać przed rozpoczęciem radzieckiej okupacji Estonii .